# Chiesa di Sant'Andrea Apostolo (Veggiano)
La chiesa di Sant'Andrea Apostolo è la parrocchiale di Veggiano, in provincia e diocesi di Padova; fa parte del vicariato di Montegalda.

## Storia
La prima notizia di un luogo di culto a Veggiano risale al 1183, anno in cui il vescovo di Padova Gerardo Offreducci da Marostica lo donò al priore dei canonici di Santa Croce di Cervarese; una seconda citazione si ritrova nelle decime del 1297, in cui si legge che questa chiesa dipendeva dalla pieve di Montegalda.

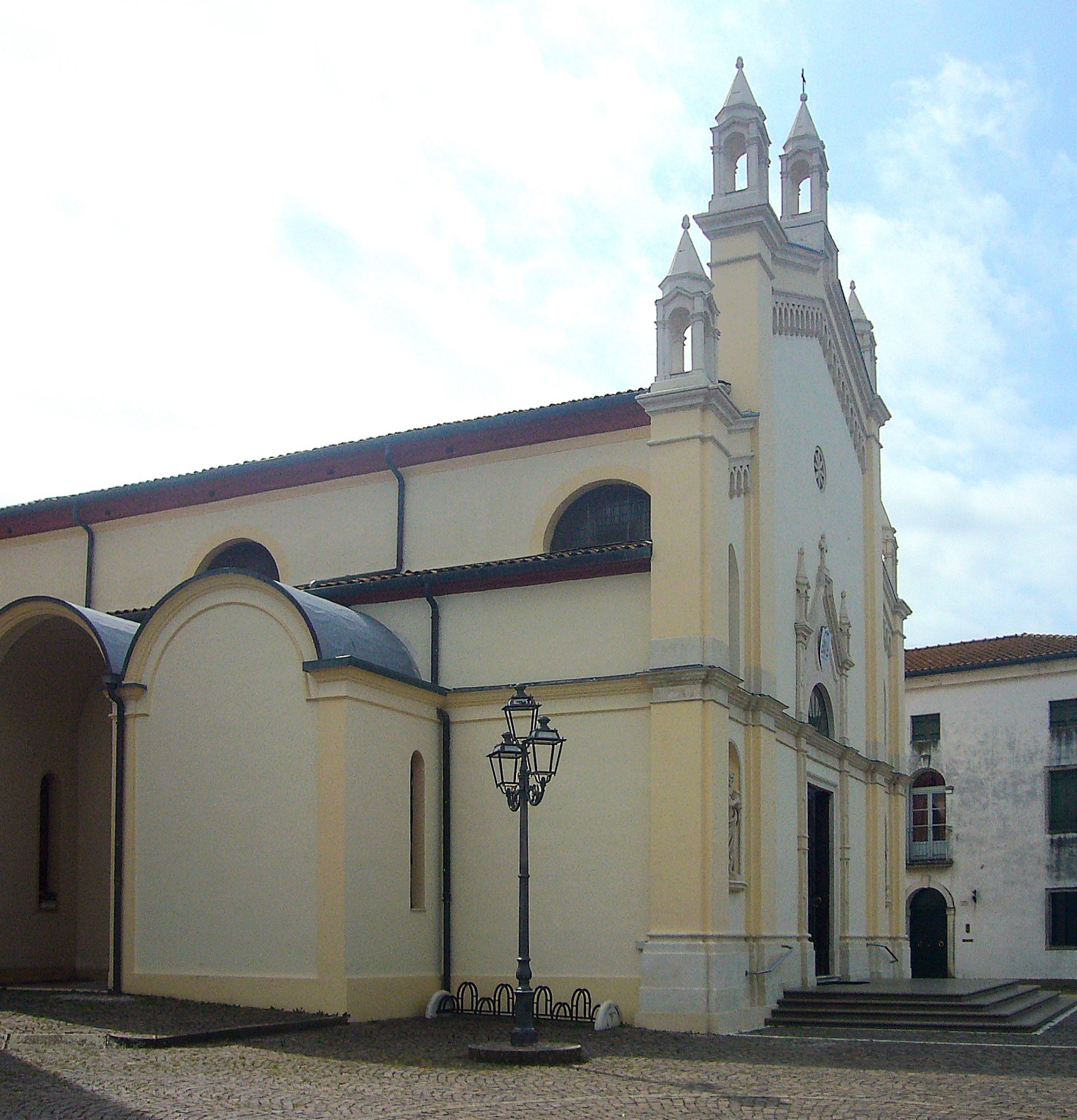
Il lato settentrionale della chiesa

Nella relazione della visita pastorale del 1572 del vescovo Nicolò Ormaneto è contenuta una descrizione della chiesa di Sant'Andrea; il campanile fu restaurato alla fine del XVII secolo dopo essere stato colpito da un fulmine.
Nel 1842 la parrocchiale venne ampliata con il prolungamento della navata e la sopraelevazione dei muri perimetrali; nel 1866 si procedette alla realizzazione delle cappelle laterali e nel 1870 al rifacimento totale del presbiterio e dell'abside. Nel 1881 fu edificata la nuova facciata, mentre nel 1910 la chiesa venne nuovamente ampliata con la costruzione delle navate laterali, separate inizialmente da pilastri, poi sostituiti nel 1963 da colonne.
Nel 1990 si procedette all'adeguamento liturgico secondo le nuove norme mediante l'aggiunta del leggio dell'altare rivolto verso l'assemblea, mentre il 18 settembre 1994 la chiesa venne consacrata dal vescovo Antonio Mattiazzo.

## Descrizione

### Esterno
La facciata a salienti della chiesa, rivolta a occidente e abbellita da archetti pensili e da pinnacoli, si compone di tre corpi: la parte centrale presenta il portale d'ingresso, sormontato da una lunetta, e un piccolo oculo, mentre le due ali laterali sono caratterizzate da due finestre a sesto acuto e da due nicchie in cui sono collocate le statue raffiguranti rispettivamente Mosè e San Giovanni.

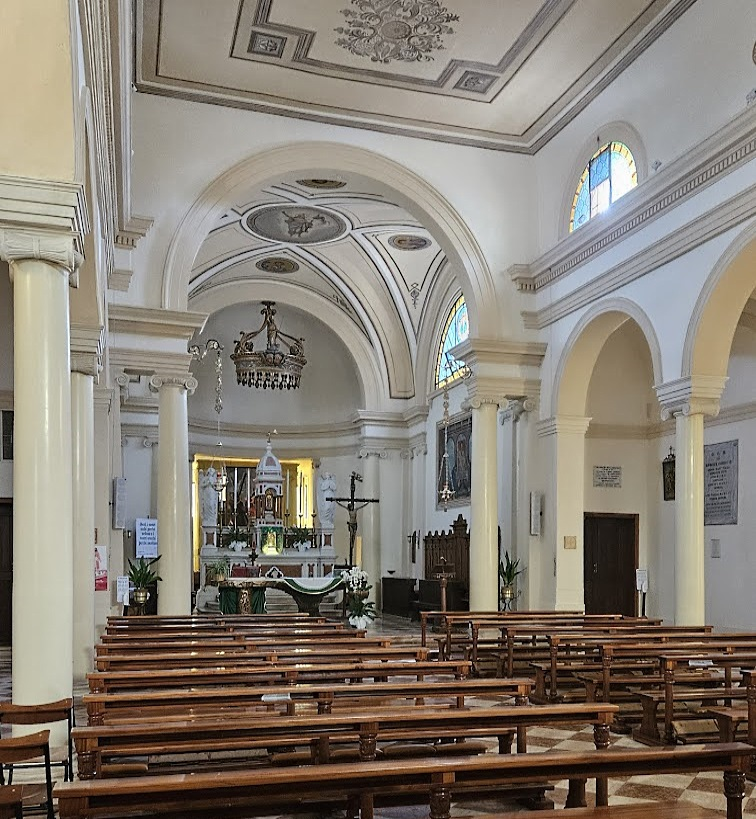
L'interno

Accanto alla parrocchiale si erge su un alto basamento a scarpa il campanile a pianta quadrata, costruito tra il 1860 e il 1862; la cella presenta su ogni lato una bifora ed è coronata dalla guglia piramidale poggiante sul tamburo ottagonale.

### Interno
L'interno dell'edificio si compone di tre navate, separate da colonne d'ordine ionico sorreggenti degli archi a tutto sesto, sopra i quali corre la trabeazione modanata e aggettante su cui si imposta un secondo registro caratterizzato da finestrelle; al termine dell'aula si sviluppa il presbiterio, rialzato di alcuni gradini, ospitante l'altare maggiore e chiuso dall'abside semicircolare.
Qui sono conservate diverse opere di pregio, tra le quali la pala raffigurante il Battesimo di santa Giustina con sant'Andrea apostolo e san Prosdocimo, eseguita da Orlando Sorgato, l'affresco con soggetto la Cena in Emmaus, risalente al 1917, e la statua lignea ritraente Maria Santissima col Bambino, intagliata in Alto Adige.